# Fred Gamble
Fred Gamble (Pittsburgh, Pennsylvania, 1932. március 17. – Honolulu, 2024. március 30.) amerikai autóversenyző.

## Pályafutása
1960-ban rajthoz állt a Le Mans-i 24 órás versenyen, valamint a Formula–1-es világbajnokság egy futamán. Le Mans-ban honfitársával, Leon Lilley-el indult; kettősük nem ért el értékelhető eredményt. A Formula–1-es olasz nagydíjon tizedikként zárt, kilenc körös hátrányban a győztes Phil Hill mögött.

## Eredményei

### Teljes Formula–1-es eredménylistája
(Táblázat értelmezése)

(Félkövér: pole-pozícióból indult; dőlt: leggyorsabb kört futott) 

| Év   | Csapat                 | Modell                | Motor   | 1   | 2   | 3   | 4   | 5   | 6   | 7   | 8   | 9      | 10  | Helyezés | Pont |
| ---- | ---------------------- | --------------------- | ------- | --- | --- | --- | --- | --- | --- | --- | --- | ------ | --- | -------- | ---- |
| 1960 | Camoradi International | Behra-Porsche Special | Porsche | ARG | MON | 500 | NED | BEL | FRA | GBR | POR | ITA 10 | USA | -        | 0    |

### Le Mans-i 24 órás autóverseny
| Év   | Csapat          | Autó               | Csapattárs  | Helyezés        |
| ---- | --------------- | ------------------ | ----------- | --------------- |
| 1960 | Camoradi Racing | Chevrolet Corvette | Leon Lilley | nem értékelhető |